# AP1M2
AP1M2 (англ. Adaptor related protein complex 1 mu 2 subunit) – білок, який кодується однойменним геном, розташованим у людей на короткому плечі 19-ї хромосоми. Довжина поліпептидного ланцюга білка становить 423 амінокислот, а молекулярна маса — 48 108.
| 10         |  | 20         |  | 30         |  | 40         |  | 50         |
| ---------- |  | ---------- |  | ---------- |  | ---------- |  | ---------- |
| MSASAVFILD |  | VKGKPLISRN |  | YKGDVAMSKI |  | EHFMPLLVQR |  | EEEGALAPLL |
| SHGQVHFLWI |  | KHSNLYLVAT |  | TSKNANASLV |  | YSFLYKTIEV |  | FCEYFKELEE |
| ESIRDNFVIV |  | YELLDELMDF |  | GFPQTTDSKI |  | LQEYITQQSN |  | KLETGKSRVP |
| PTVTNAVSWR |  | SEGIKYKKNE |  | VFIDVIESVN |  | LLVNANGSVL |  | LSEIVGTIKL |
| KVFLSGMPEL |  | RLGLNDRVLF |  | ELTGRSKNKS |  | VELEDVKFHQ |  | CVRLSRFDND |
| RTISFIPPDG |  | DFELMSYRLS |  | TQVKPLIWIE |  | SVIEKFSHSR |  | VEIMVKAKGQ |
| FKKQSVANGV |  | EISVPVPSDA |  | DSPRFKTSVG |  | SAKYVPERNV |  | VIWSIKSFPG |
| GKEYLMRAHF |  | GLPSVEKEEV |  | EGRPPIGVKF |  | EIPYFTVSGI |  | QVRYMKIIEK |
| SGYQALPWVR |  | YITQSGDYQL |  | RTS        |  |            |  |            |

A: Аланін

C: Цистеїн

D: Аспарагінова кислота

E: Глутамінова кислота

F: Фенілаланін

G: Гліцин

H: Гістидин

I: Ізолейцин

K: Лізин

L: Лейцин

M: Метіонін

N: Аспарагін

P: Пролін

Q: Глутамін

R: Аргінін

S: Серин

T: Треонін

V: Валін

W: Триптофан

Кодований геном білок за функцією належить до фосфопротеїнів. 
Задіяний у таких біологічних процесах, як транспорт, транспорт білків, альтернативний сплайсинг. 
Локалізований у мембрані, цитоплазматичних везикулах, апараті гольджі.